# 阮福綿𡨂
阮福綿𡨂（越南语：／，1831年6月9日—1873年9月13日），越南阮朝明命帝第五十四子，生母宮人阮氏藥。
明命十二年四月二十九日（1831年6月9日），阮福綿𡨂在順化皇城出生。年少好學。嗣德五年（1852年）二月，受封為桂山郡公（越南语：／）。嗣德二十六年七月二十二日（1873年9月13日），阮福綿𡨂去世，壽四十三歲，賜諡恭亮。葬於承天府香水縣居正總楊春社，在香茶縣安寧總安寧上社建祠祭祀。

## 子女
阮福綿𡨂有7子5女。後裔按御賜黑字部起名。
- 五子阮福洪䵠，襲封畿外侯。